# Laelia speciosa
Laelia speciosa är en orkidéart som först beskrevs av Carl Sigismund Kunth, och fick sitt nu gällande namn av Rudolf Schlechter. Laelia speciosa ingår i släktet Laelia och familjen orkidéer. Inga underarter finns listade i Catalogue of Life.

## Bildgalleri

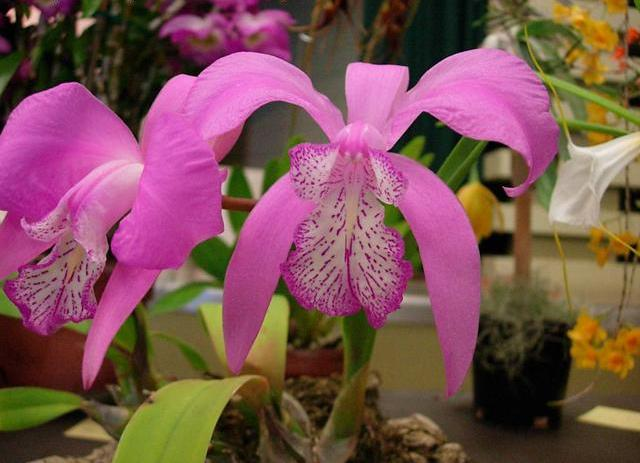
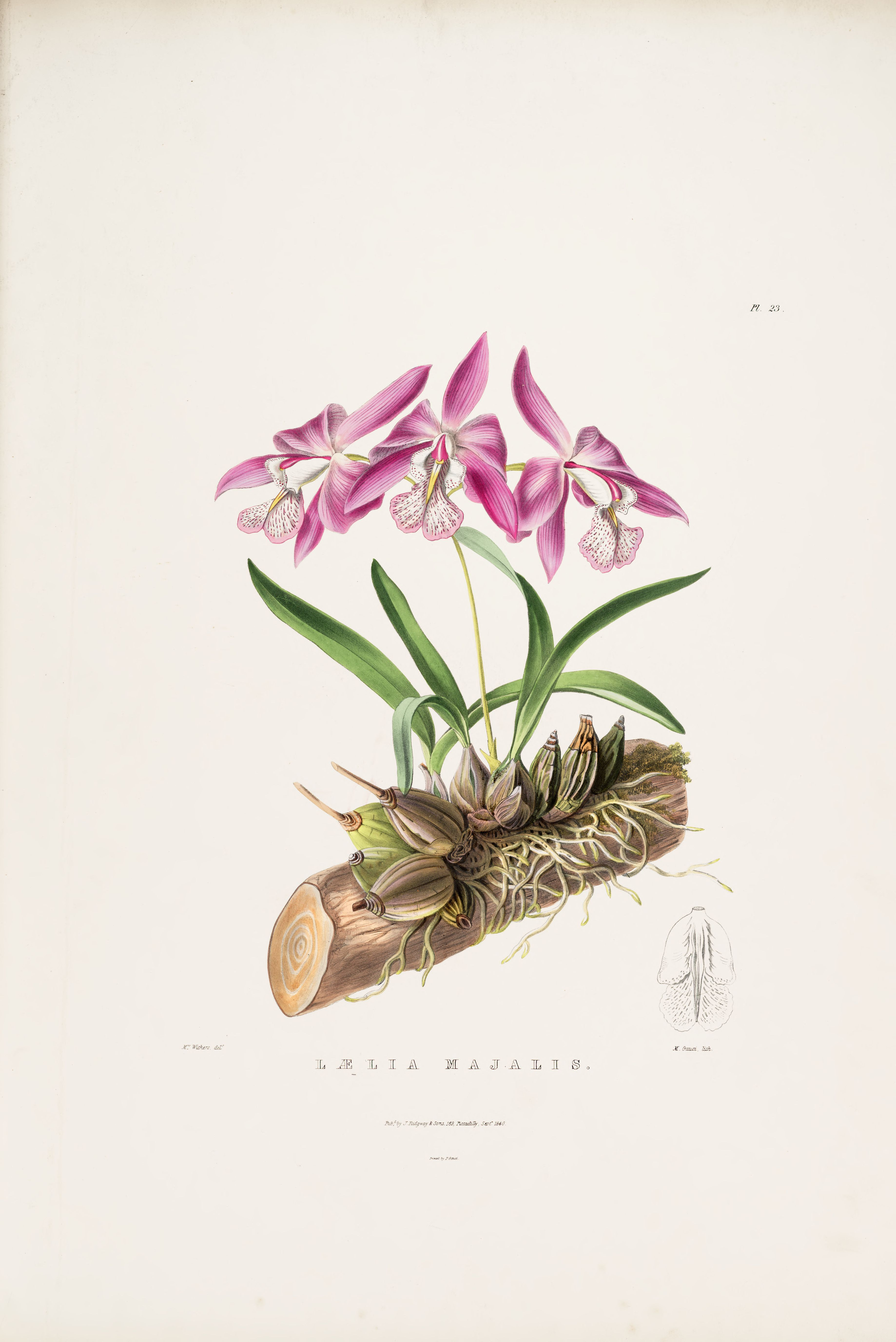
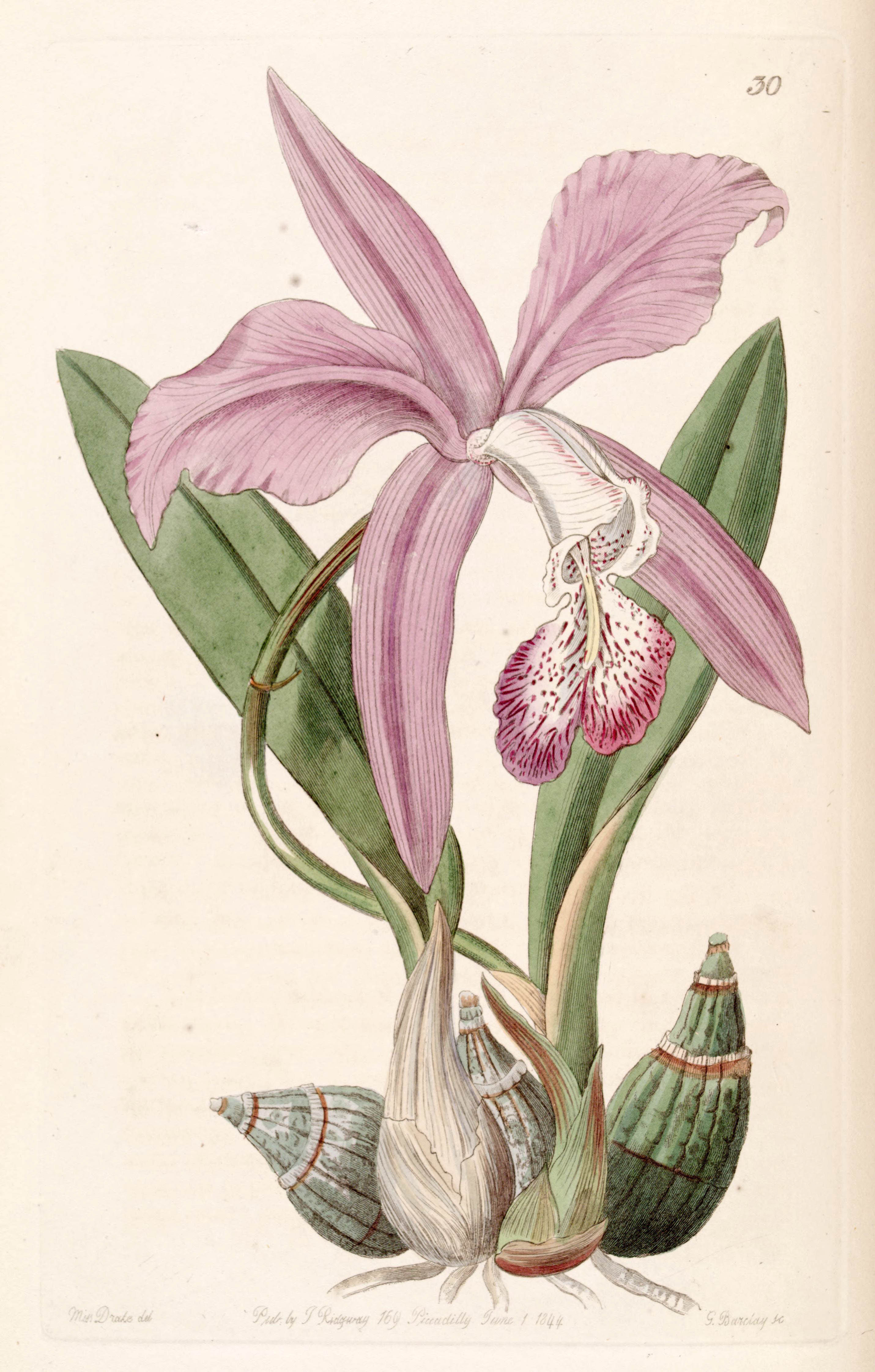
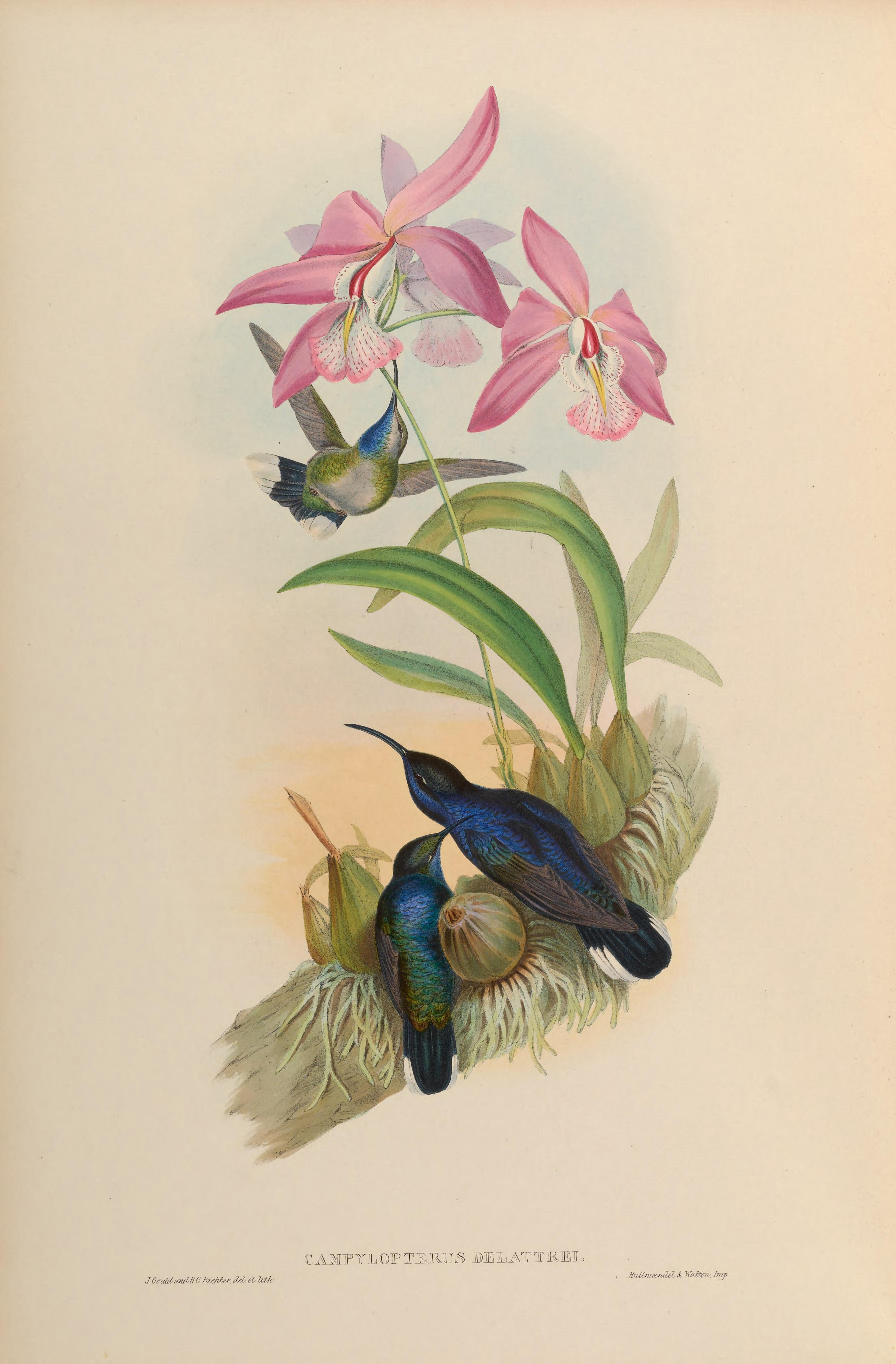
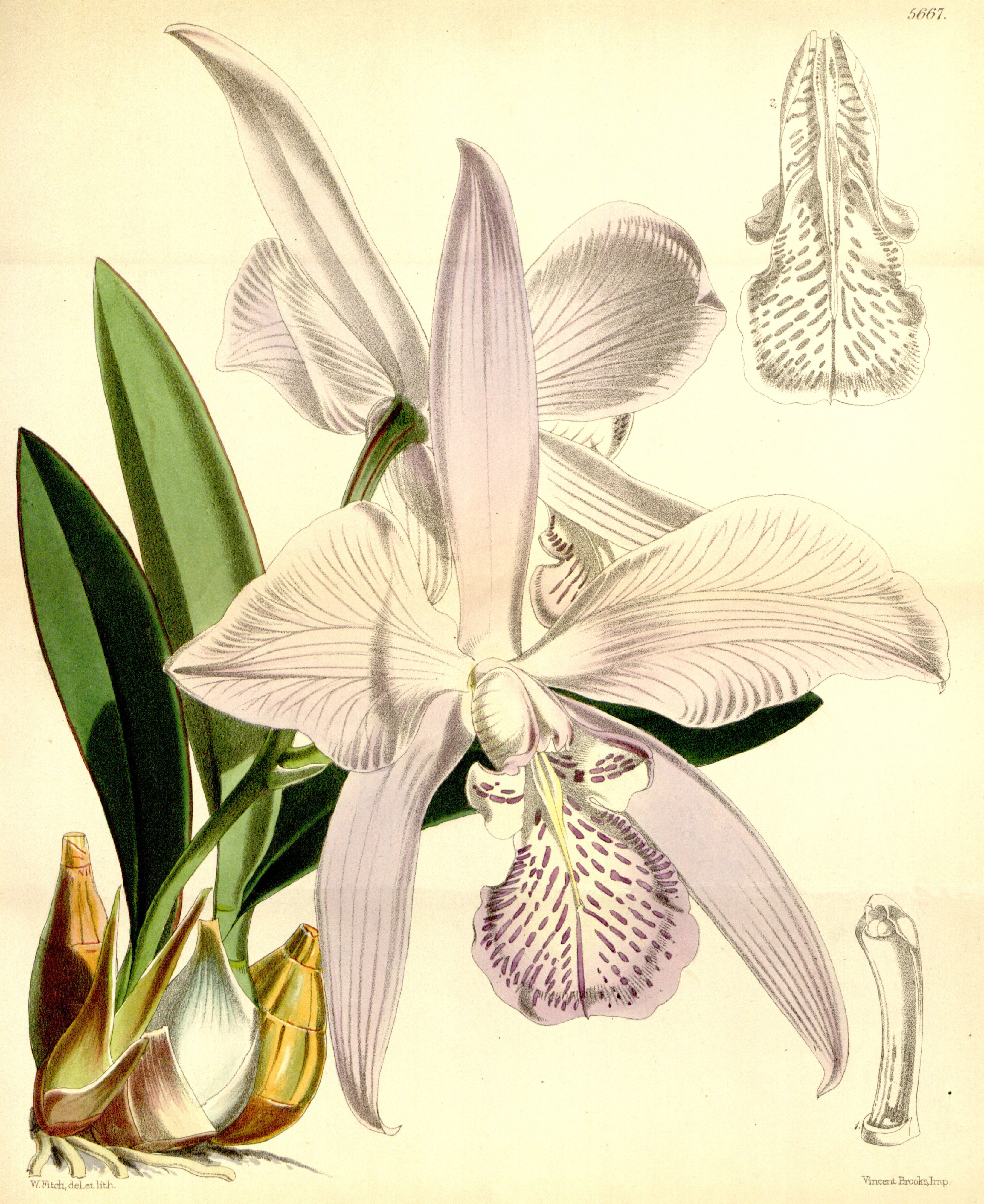